# در چرخه
در چرخه (انگلیسی: In the Loop) فیلمی در ژانر کمدی سیاه به کارگردانی آرماندو یانوچی است که در سال ۲۰۰۹ منتشر شد.

## بازیگران
- پیتر کاپالدی
- جیمز گاندولفینی
- میمی کندی
- تام هولندر
- جینا مک‌کی
- استیو کوگان
- دیوید راشی
- آنا کلامسکی
- جونا اسکانالان
- انزو چیلنتی

## خلاصه داستان
سایمون فاستر وزیر ارتباطات بین المللی انگلستان فرد ساده ای است که بدون احتیاط در یک مصاحبه رادیویی، جنگی در خاورمیانه را «غیرقابل پیش بینی» توصیف می کند. همین امر بسیاری را بر می آشوبد.